# Kenjutsu

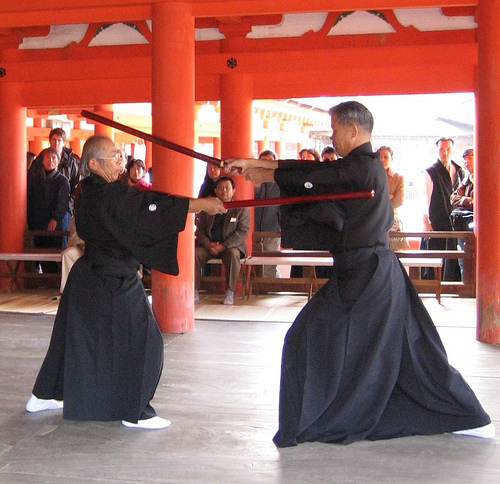
Kenjutsu

El kenjutsu (剣術) es un arte marcial japonés tradicional del koryū budō. Existen varias escuelas (ryu) cuyo objetivo es enseñar a combatir de manera eficiente con el sable japonés. 
La práctica puede desarrollarse de muchas formas dependiendo del ryu (escuela) practicado.

## Historia
Los estilos de kenjutsu, como conocidos hoy fueron tomando forma a partir del periodo Muromachi (siglos XV y XVI).
Entre los estilos de esa época se destacan:
- Tenshin Shoden Katori Shinto Ryu, creado por Iizasa Chōisai Iga-no-kami Ienao.
- Kashima Shinto Ryu, creado por Tsukahara Bokuden.
- Kasumi Shinto Ryu, creado por Makabe Hisamoto, discípulo de Tsukahara Bokuden;
- Chûjô-ryû, creado por Chujō Hyōgo-no-kami Nagahide.
- Nen-ryû, creado por el monje Nen-ami Jion, en particular el estilo Maniwa Nen-ryū.
- Shinkage-ryû, creado por Kami-izumi Ise-no-kami Hidetsuna a partir del Kage-no-nagare, creado por Aisu Ikōsai Hisatada.

El kenjutsu tuvo una gran expansión durante el periodo Edo (siglos XVI a XIX), registrándose más de 500 estilos. Al final de este periodo algunos estilos empezaron a utilizar shinai, la espada de bambú y bōgu, la armadura de protección, para traer más seguridad a los entrenamientos. Este entrenamiento fue el precursor del kendo moderno.
Algunos de los principales estilos de kenjutsu que se desarrollaron en el periodo Edo fueron:
- Niten Ichi Ryu, o con dos sables creado por el legendario Miyamoto Musashi; varias escuelas en Japón disputan actualmente su lineaje.
- Yagyu Shinkage Ryu, creado por Yagyu Muneyoshi, a partir del Shinkage Ryu de Kami-izumi Ise-no-kami Hidetsuna. Influyendo al arte marcial tradicional del Aikido, debido a que su fundador Morihei Ueshiba, lo practicó.
- Ittō-ryū, creado por Itō Ittōsai Kagehisa, a partir del estilo Toda-ryû, que es el linaje legítimo del estilo Chūjō-ryū, creado por Chujō Hyôgo-no-kami Nagahide, es el estilo en que se basa fundamentalmente el arte marcial moderno de la esgrima con sable o kendo.
- Suio Ryu, de Mima Yochizaemon
- Jigen Ryu, desarrollado por el clan Satsuma, quienes invadieron al Reino de Ryūkyū, hoy conocidas como las islas de la Okinawa. Influenciando especialmente al karate estilo shorin ryu. Que a su vez influenció los estilos más conocidos del karate japonés; siendo estos los estilos shotokan, wado ryu y shito ryu.

Con la Restauración Meiji, al final del siglo XIX y, la prohibición del porte de espadas, varios estilos terminaron desapareciendo, hecho que se repitió luego de la derrota japonesa en la Segunda Guerra Mundial (1939-1945). Pero aún existen varios que sobreviven hasta el día de hoy.
Actualmente existen dos organizaciones, la Nihon Kobudō Kyōkai y la Nihon Kobudō Shinkōkai que congregan varios de los estilos de kenjutsu existentes actualmente.
Entre los estilos que aún existen, practicados en una línea continua, destacamos el Niten Ichi Ryu, Suio Ryu, Katori Shinto Ryu, Kashima Shinto Ryu, Ittō-ryū, y Kashima Shin Ryu.  
En la mayoría de estos estilos no existen cinturones de colores para determinar el nivel de los practicantes. En lugar de los grados se entregan licencias como la menkyo kaiden.
Ejemplos modernos de gendai budō o artes marciales contemporáneas derivados del arte de la espada son: el kendo y el iaidō.

## Práctica
El entrenamiento de sable clásico o kenjutsu varía de acuerdo con el estilo en cuestión. En la mayor parte se fundamenta en kata (o formas preestablecidas). En algunos estilos, la práctica de los kata se complementa con entrenamientos de combate utilizando armadura de protección.
En los entrenamientos de formas o kata normalmente se utiliza una espada de madera semejante a la katana, llamada bokken o bokuto. Cada estilo de kenjutsu suele imponer medidas específicas de largo, ancho y curva para su bokuto.
En el entrenamiento de combate, los dōjō que lo hacen utilizan alguna forma de protección para evitar graves lesiones. La mayor parte utiliza la misma armadura del kendo, llamada bōgu (armadura hecha de bambú, laca, cordones y revestimientos de tejidos) y shinai (sable de bambú). Otra arma que también puede ser utilizado para luchar es el fukuro-shinai, una espada semejante al shinai usado en el arte moderno del sable o kendo, pero, con el mismo largo de una katana y, construido a partir de varias tiras de bambú, cubiertas con un revestimiento de cuero.
Algunos estilos utilizan sables de metal con corte (shinken) para entrenamiento de corte.
Cabe señalar que cada estilo tiene características propias al entrenamiento. El practicante ya empieza con la espada desenvainada. En algunos estilos, como por ejemplo el Niten Ichi Ryu, existen técnicas específicas para la utilización de dos espadas, una en cada mano.
El kenjutsu es una disciplina física, espiritual y mental; para su práctica es necesario el equilibrio entre cuerpo y mente, más que fuerza física y vigor. La enseñanza más profunda del kenjutsu posee un aspecto físico-religioso bastante fuerte, bajo influencias principalmente del sintoísmo, confucionismo y del budismo zen.
Varias artes marciales descienden del kenjutsu o han sufrido influencias, tales como: el kendo, su versión moderna, que posee un mayor énfasis "deportivo"; el iaidō, o el arte de desenvainar el sable. Y entre las artes marciales tradicionales modernas o gendai budō. El aikidō incorpora principios de entrenamiento con el sable, dentro de varios de sus movimientos. Sin embargo el entrenamiento con el sable no es enfatizado, excepto en el estilo Iwama Ryu.

## Elkenjutsuhoy en Japón
Muchas escuelas de kenjutsu consiguieron sobrevivir al final de los samuráis y llegar hasta nuestros días, en una línea continua sin interrupciones.
Los Dojos de kenjutsu se mantienen por todo el territorio japonés. Anualmente son realizadas demostraciones organizadas por la Nihon Kobudō Kyōkai y la Nihon Kobudō Shinkokai.
Lejos de ser una actividad popular, la mayoría de los dojos de kenjutsu posee un número relativamente pequeño de practicantes. En parte se debe al carácter marcial y tradicional de la práctica y también por la falta de interés de las nuevas generaciones en preservar aspectos más tradicionales de la cultura japonesa.